# Batalistyka

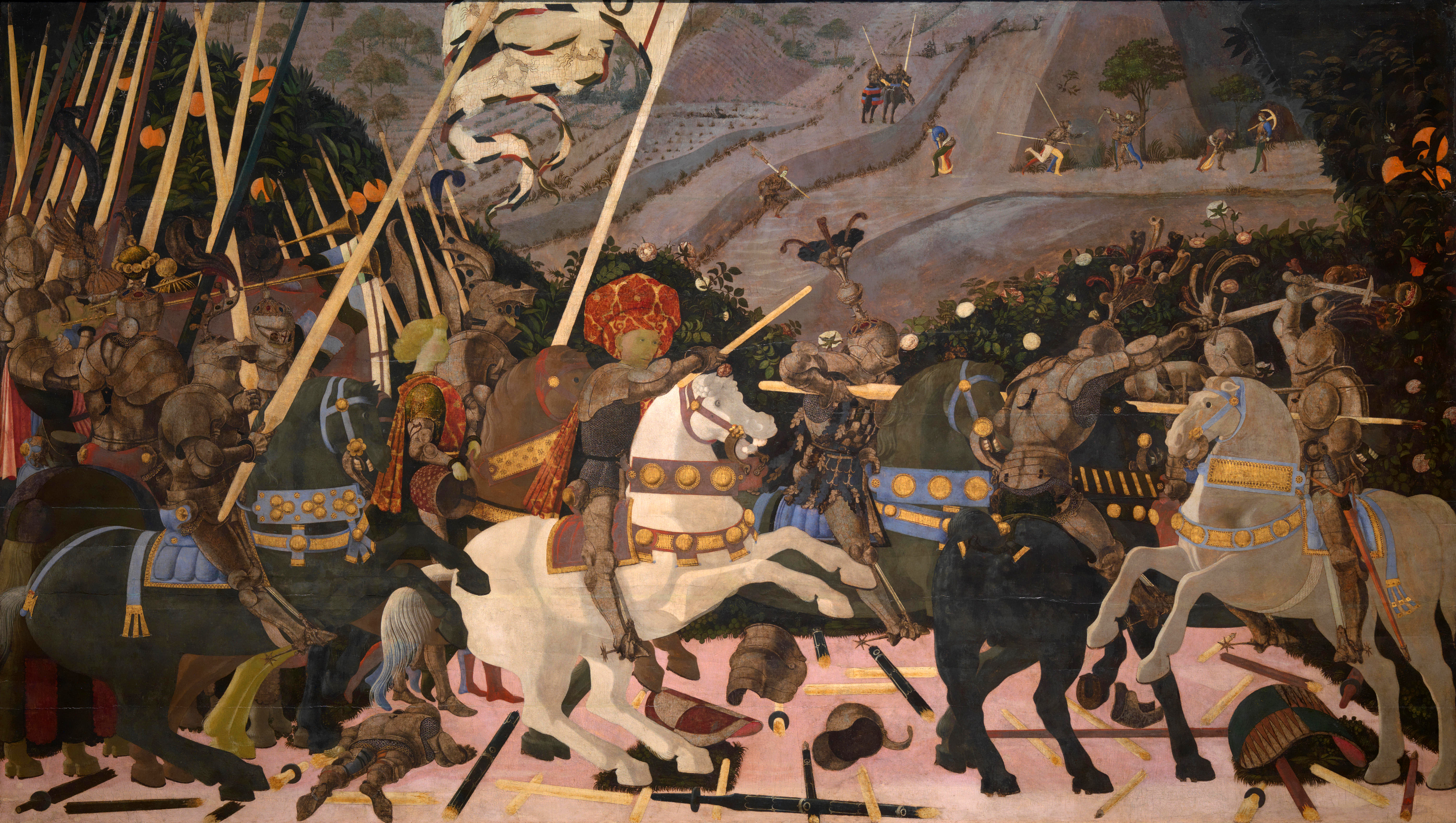
Paolo Uccello, Bitwa pod San Romano (1450–60)

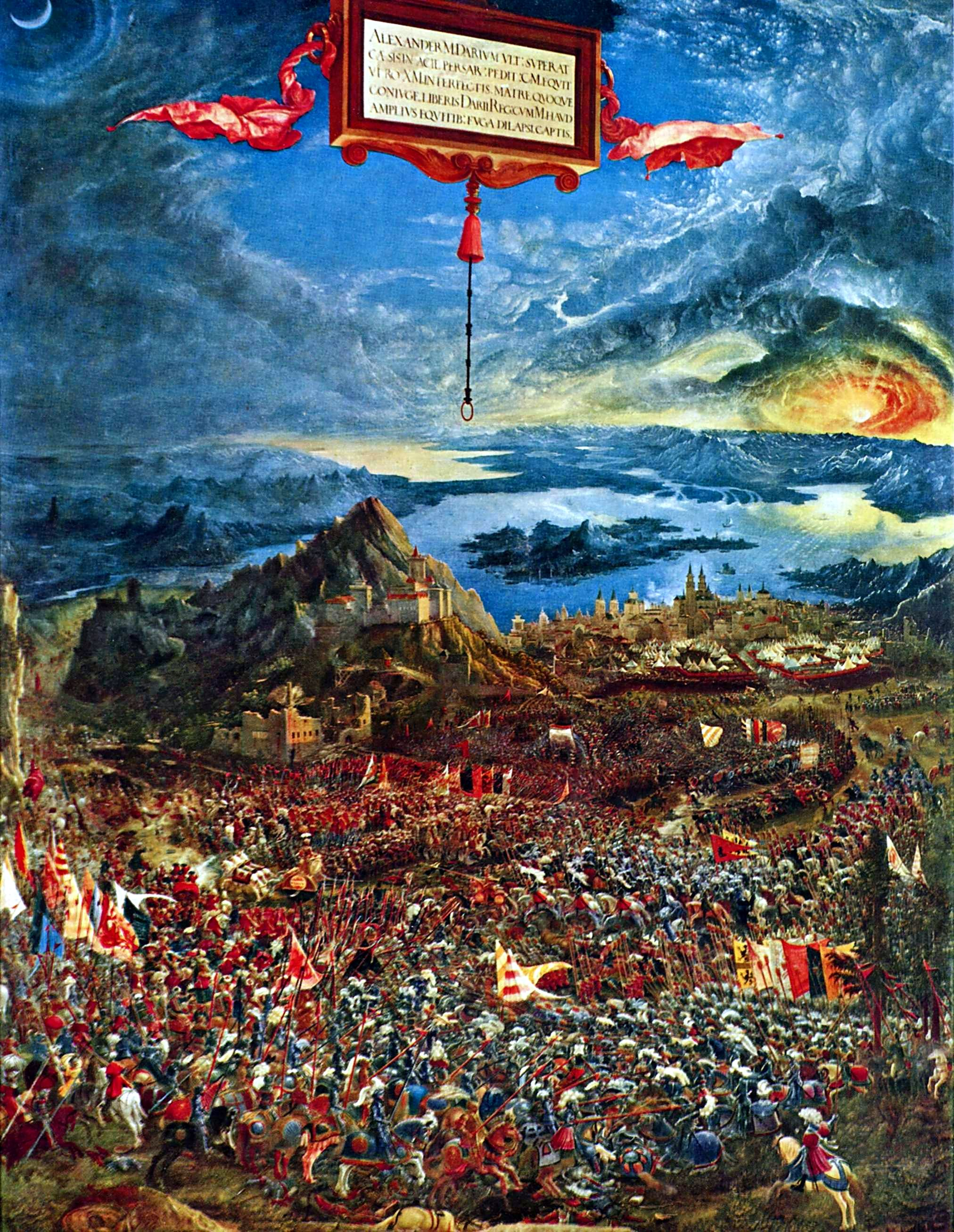
Albrecht Altdorfer, Bitwa Aleksandra Wielkiego (1529)

Batalistyka – przedstawienie scen bitewnych, pochodów wojennych, oblężeń i życia obozowego, głównie w malarstwie i grafice, ale także literaturze i filmie. 
Artysta specjalizujący się w tej tematyce zwany jest batalistą.

## Historia
W malarstwie na wazach greckich występuje od początku VIII wieku p.n.e. W okresie hellenistycznym oprócz wydarzeń historycznych przedstawiano walki mitologiczne np. gigantomachię i centauromachię. W literaturze tematyka wojenna była od samego początku centralnym motywem, zwłaszcza w eposie. Pierwsze miejsce zajmuje Iliada Homera, która wpłynęła na niezliczoną liczbę późniejszych dzieł, w tym na Eneidę Wergiliusza, Jerozolimę wyzwoloną Torquata Tassa, Raj utracony Johna Miltona i Upadek Niniwy Edwina Atherstone′a. Tematyka wojenna występuje też w Wojnie chocimskiej Wacława Potockiego.
W średniowieczu sceny batalistyczne często miały sens alegoryczny (ilustracja walki cnót i grzechów). Rozwój batalistyki renesansowej zapoczątkował Paolo Uccello. Okresem jej rozkwitu była epoka napoleońska (Horace Vernet, Wasilij Wierieszczagin, Piotr Michałowski). Batalistyka weszła do dziewiętnastowiecznej powieści, czego przykładem są dzieła Victora Hugo, Lwa Tołstoja, Bolesława Prusa i Henryka Sienkiewicza.
Szerokim polem dla rozwoju batalistyki stało się kino. Sceny walk pojawiały się od początku istnienia tej gałęzi sztuki, na przykład w Narodzinach narodu Davida Warka Griffitha. Słynne są sceny bitew w Henryku V Laurence′a Oliviera lub Ben Hurze Williama Wylera. Do najważniejszych filmów batalistycznych należą  Aleksander Olivera Stone′a, Troja Wolfganga Petersena i 300 Zacka Snydera.

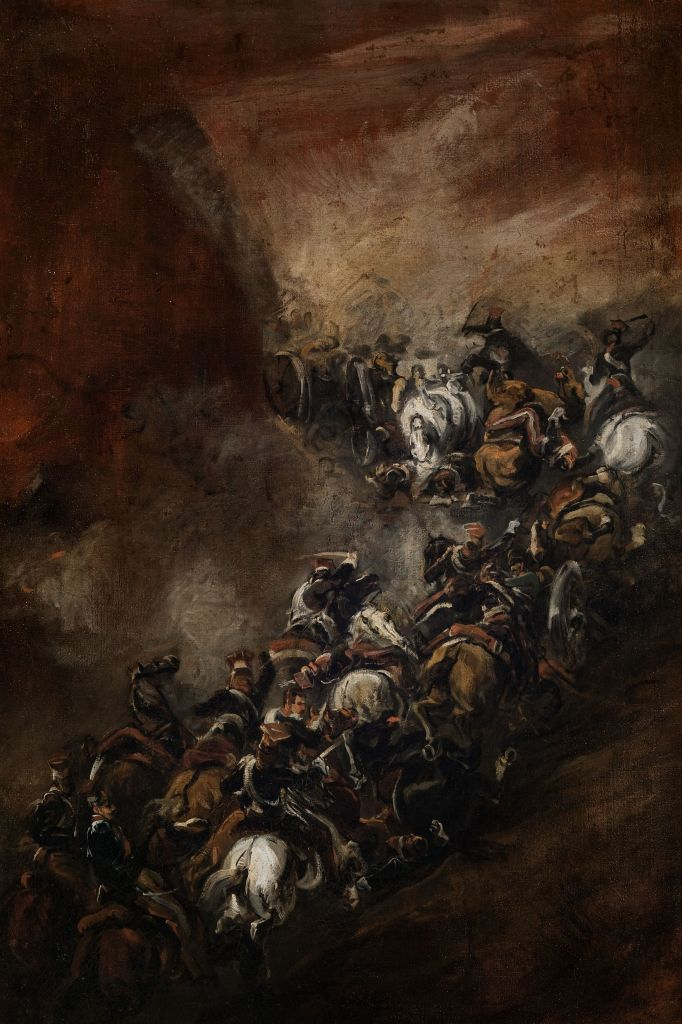
Piotr Michałowski: Szarża w wąwozie Somosierra, (około 1837), Muzeum Narodowe w Krakowie

Jan Matejko, Bitwa pod Grunwaldem, 1878, Muzeum Narodowe w Warszawie

## Batalistyka w Polsce
W Polsce sceny wojenne stały się popularne od XVI wieku. Rozkwit malarstwa batalistycznego nastąpił w XIX wieku (Jan Matejko, Piotr Michałowski - np. Szarża w wąwozie Somosierra, Juliusz Kossak, Wojciech Kossak, Józef Brandt). Szczególne miejsce w malarstwie wojennym zajmowały panoramy, na przykład Panorama Racławicka. W polskim kinie sceny batalistyczne kręcili przede wszystkim Aleksander Ford i Jerzy Hoffman. Symboliczny charakter miała szarża kawalerii polskiej na niemieckie czołgi w Lotnej Andrzeja Wajdy.

## Galeria

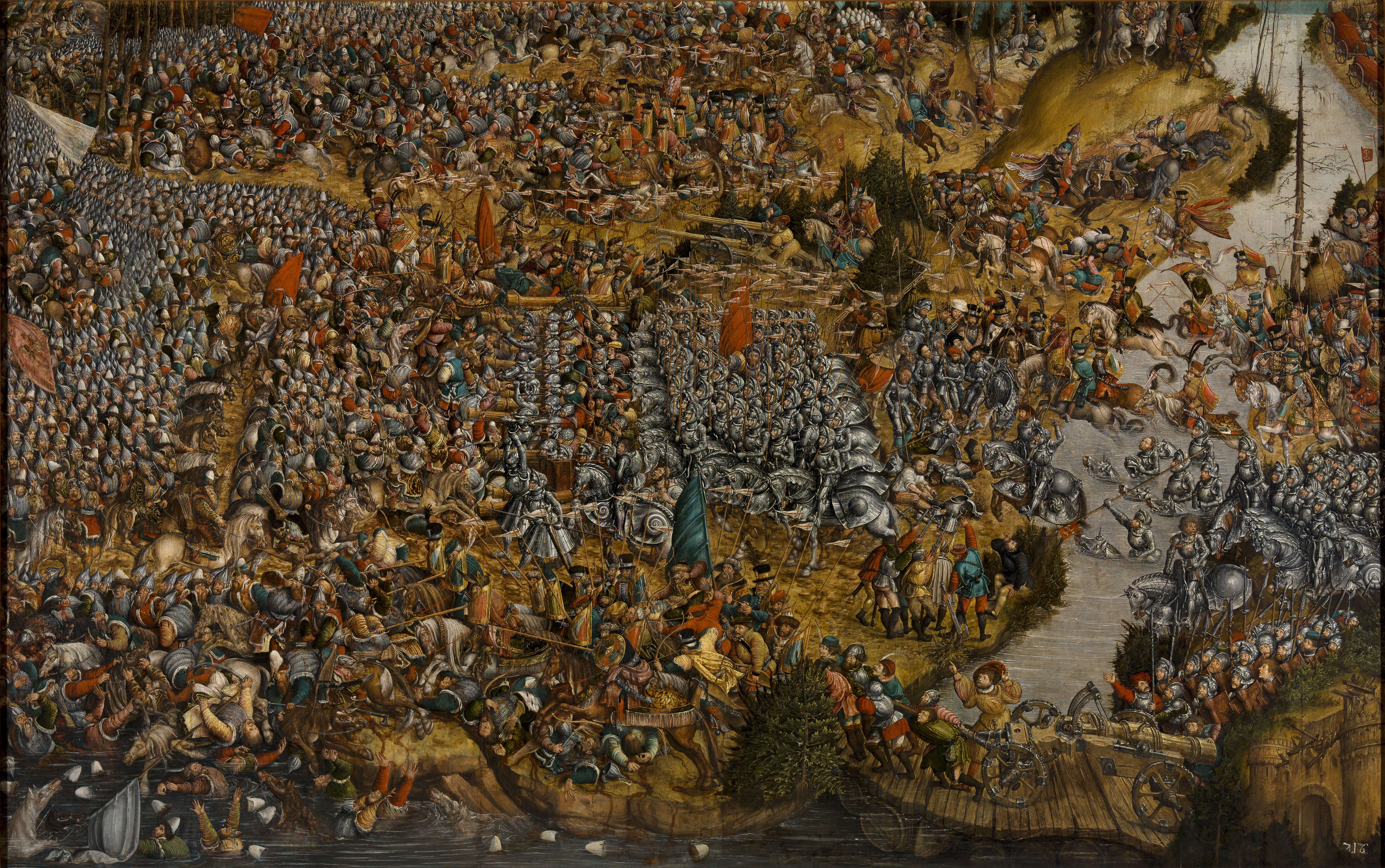
Hans Krell (?), Bitwa pod Orszą, po 1520
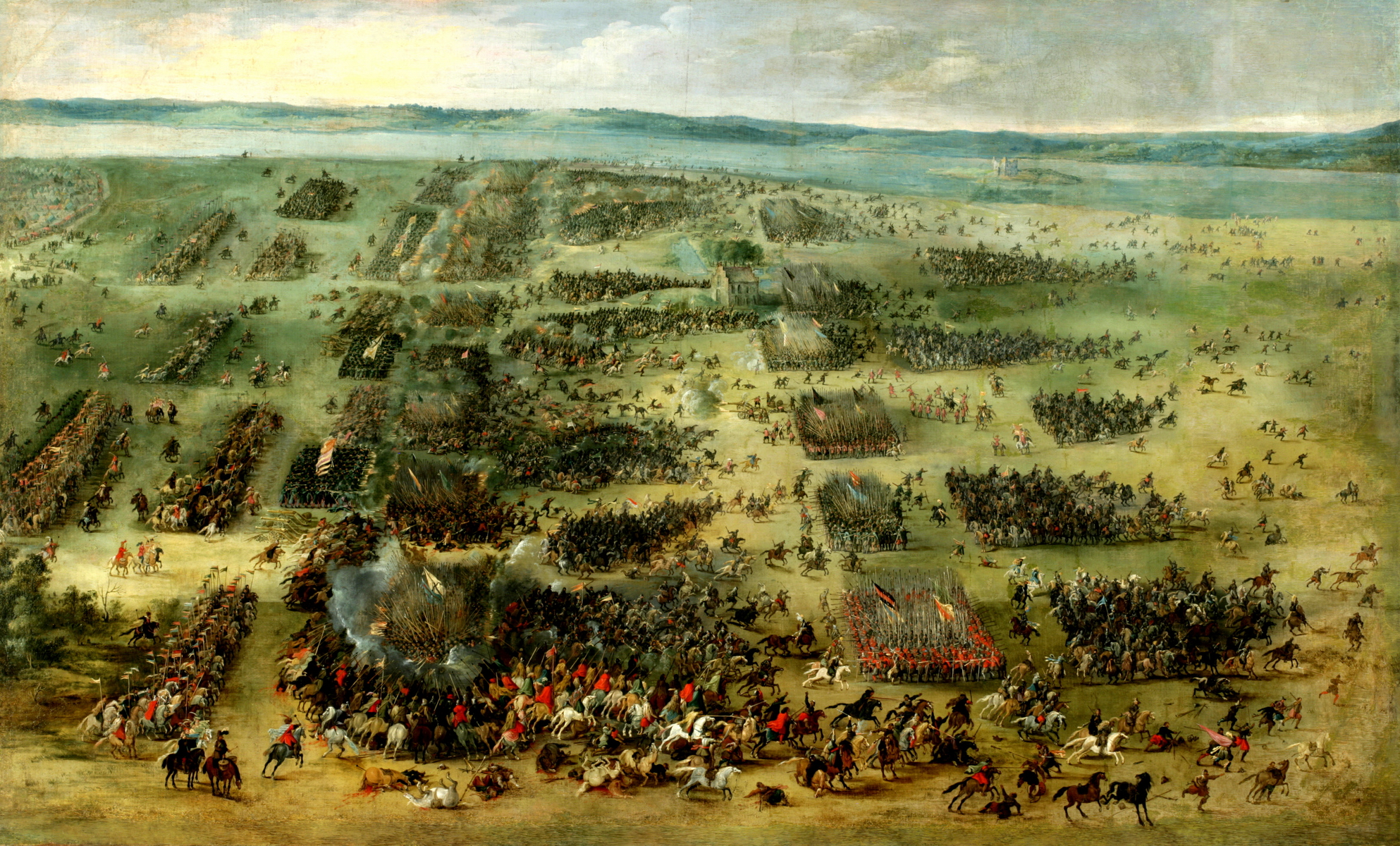
Pieter Snayers, Bitwa pod Kircholmem, po 1620
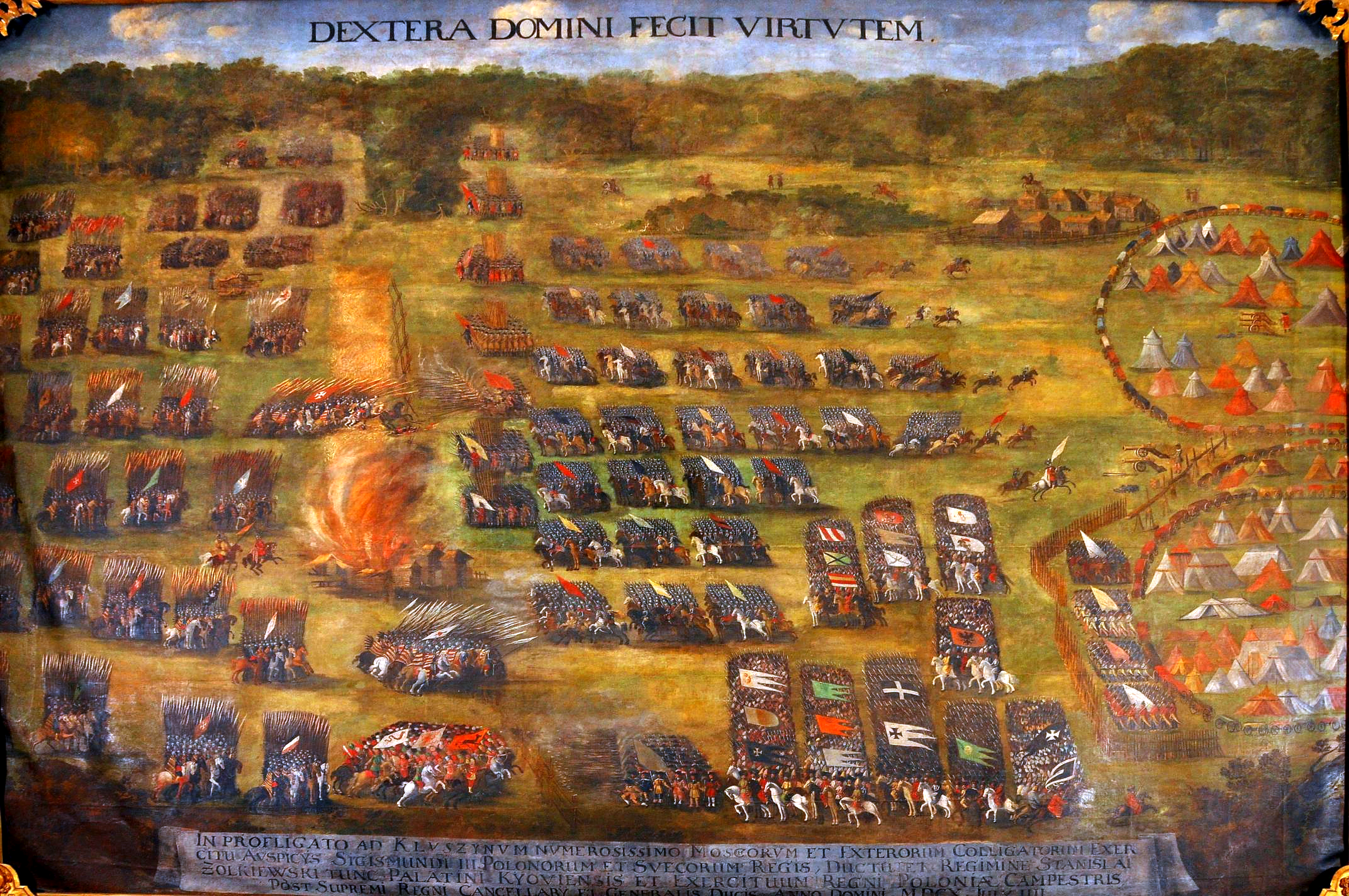
Szymon Boguszowicz, Bitwa pod Kłuszynem, 1620
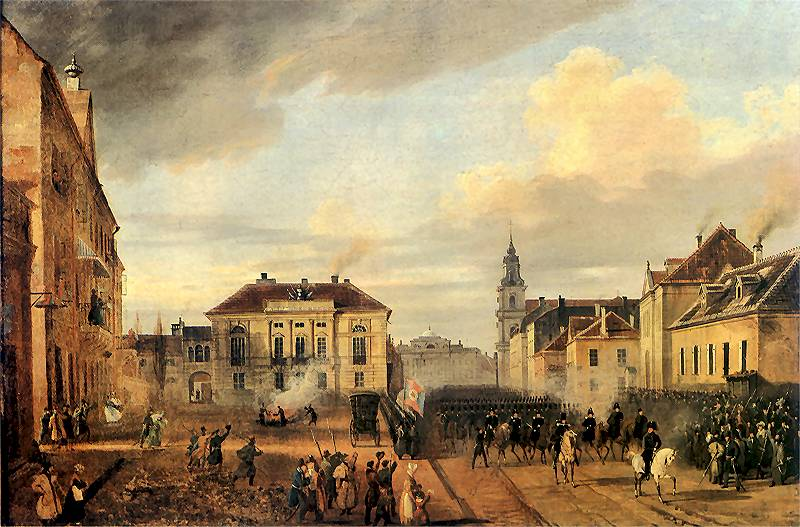
Marcin Zaleski, Powrót oddziałów wojska polskiego z Wierzbna, 1831
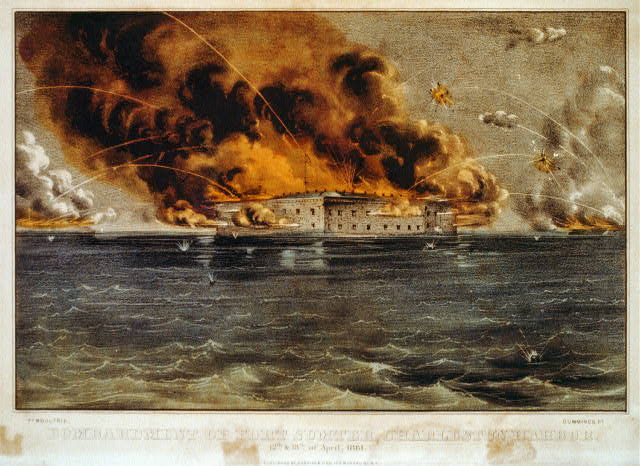
Ostrzał Form Sumter w czasie wojny secesyjnej, 1861